# Torrejón de Velasco
Torrejón de Velasco ist eine spanische Gemeinde (municipio) in der Provinz Madrid in der Autonomen Gemeinschaft Madrid. Die Gemeinde zählte auf einer Fläche von 52,32 km² im Jahr 2024 insgesamt 4.893 Einwohner.

## Lage
Die Gemeinde liegt rund 29 km südsüdwestlich von Madrid östlich der Autovía A-42, von der sie über die Straße M-404 erreicht wird.

## Sehenswürdigkeiten
- Die Burg (castillo) mit mächtigem Turm.
- Die Pfarrkirche.
- Fuente de la Teja.
- Fossilienfundstätte am Cerro de los Batallones.

## Persönlichkeiten
- Cirilo de Alameda y Brea (1781–1872), Franziskaner, Kardinal

## Einzelnachweise

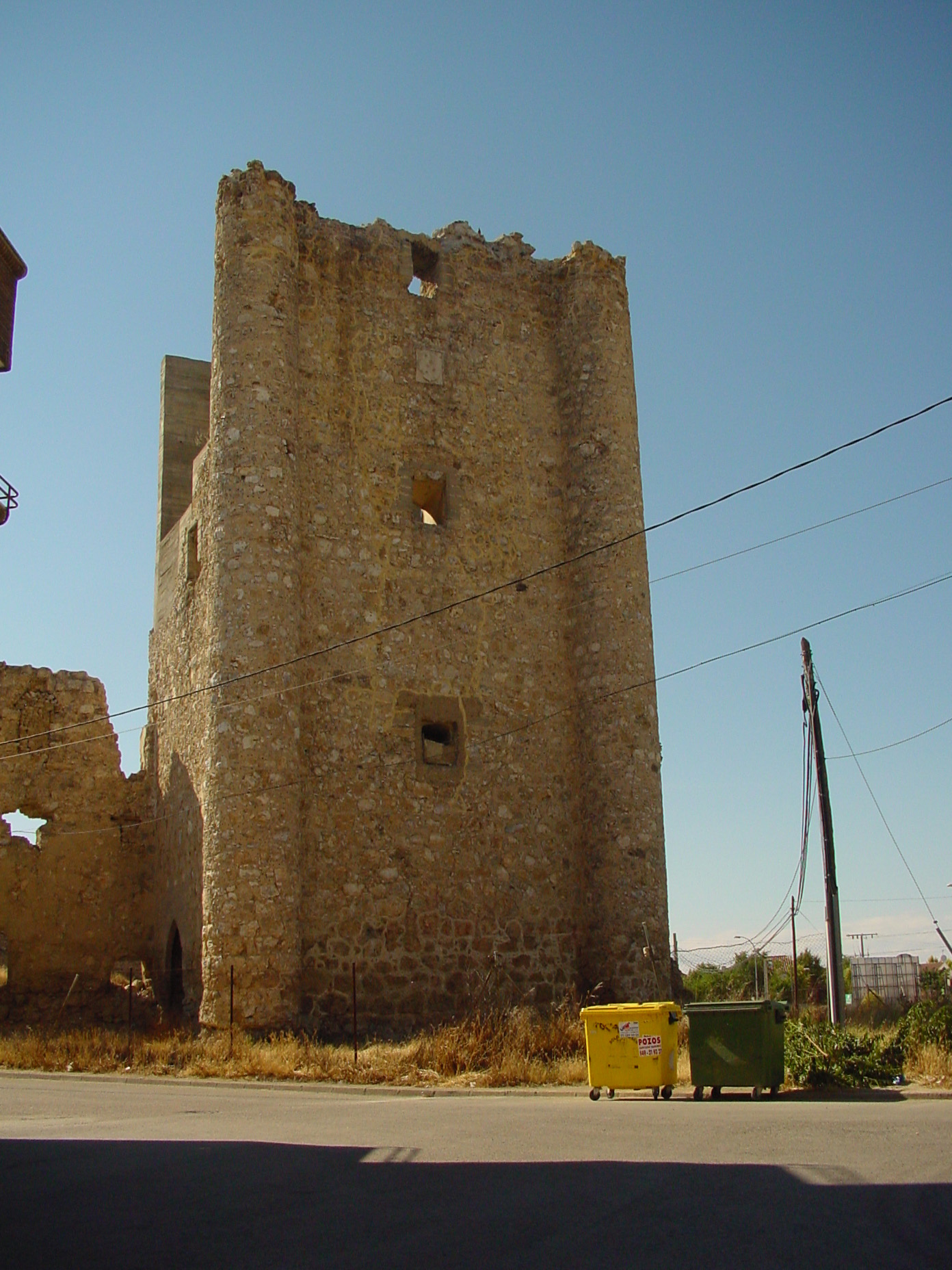
Turm (torre del homenaje) der Burg